# Angelika Węgrzyn
Angelika Węgrzyn (* 6. Januar 1982, verheiratete Angelika Bożentka) ist eine polnische Badmintonspielerin. 

## Karriere
Angelika Węgrzyn gewann nach drei Juniorentiteln in Polen 2001 ihre erste Medaille bei den nationalen Titelkämpfen der Erwachsenen. Zwölf weitere Edelmetallgewinne folgten bis 2011, wobei der Meistertitel 2006 ihr größter Erfolg war.

## Sportliche Erfolge
| Saison | Veranstaltung                          | Disziplin   | Platz | Name                                                                             |
| ------ | -------------------------------------- | ----------- | ----- | -------------------------------------------------------------------------------- |
| 2000   | Polnische Meisterschaften der Junioren | Damendoppel | 1     | Kamila Augustyn / Angelika Węgrzyn                                               |
| 2000   | Polnische Meisterschaften der Junioren | Damendoppel | 1     | Kamila Augustyn / Angelika Węgrzyn                                               |
| 2001   | Polnische Meisterschaften der Junioren | Damendoppel | 1     | Anna Rosko / Angelika Węgrzyn                                                    |
| 2001   | Polnische Einzelmeisterschaften        | Dameneinzel | 3     | Angelika Węgrzyn (Technik Głubczyce)                                             |
| 2002   | Polnische Einzelmeisterschaften        | Dameneinzel | 2     | Angelika Węgrzyn (Technik Głubczyce)                                             |
| 2003   | Polnische Einzelmeisterschaften        | Dameneinzel | 2     | Angelika Węgrzyn (Technik Głubczyce)                                             |
| 2003   | Polnische Einzelmeisterschaften        | Damendoppel | 3     | Anna Rosko / Angelika Węgrzyn (Technik Głubczyce)                                |
| 2004   | Polnische Einzelmeisterschaften        | Dameneinzel | 3     | Angelika Węgrzyn (Technik Głubczyce)                                             |
| 2005   | Polnische Einzelmeisterschaften        | Damendoppel | 3     | Angelika Węgrzyn / Agnieszka Wojtkowska (Technik Głubczyce)                      |
| 2006   | Polnische Einzelmeisterschaften        | Damendoppel | 2     | Angelika Węgrzyn / Agnieszka Wojtkowska (Technik Głubczyce)                      |
| 2006   | Polnische Einzelmeisterschaften        | Dameneinzel | 1     | Angelika Węgrzyn (Technik Głubczyce)                                             |
| 2007   | Polnische Einzelmeisterschaften        | Damendoppel | 2     | Małgorzata Kurdelska / Angelika Węgrzyn (Azsuw Warszawa / Lks Technik Głubczyce) |
| 2008   | Polnische Einzelmeisterschaften        | Dameneinzel | 3     | Angelika Węgrzyn (LKS Technik Głubczyce)                                         |
| 2009   | Polnische Einzelmeisterschaften        | Damendoppel | 2     | Monika Bieńkowska / Angelika Węgrzyn (KS Masovia Płock / Lks Technik Głubczyce)  |
| 2009   | Polnische Einzelmeisterschaften        | Dameneinzel | 3     | Angelika Węgrzyn (LKS Technik Głubczyce)                                         |
| 2011   | Polnische Einzelmeisterschaften        | Damendoppel | 2     | Monika Bieńkowska / Angelika Węgrzyn (UKS 15 Kędzierzyn-Koźle)                   |